# Hic situs est
Hic situs est of hic sita est (in het geval van een vrouw) is Latijn en betekent "hier is gelegen" of "hier ligt". De woorden of de beginletters HSE staan als inscriptie op grafzerken uit de Romeinse tijd en de middeleeuwen, in combinatie met de naam van de overledene. De afkorting kan ook worden gelezen als hic sepultus est of hic sepulta est, "Hier ligt begraven".
Variaties zijn:

- HSB, hic situs bonus
- HSBQ, hic situs bene quiescat
- HSEBQ, hic situs est, bene quiescat
- HSOB, hic situs, ossa bene
- HBQ, hic bene quiescat
- HCE, hic conditus est
- HCECEBQ, hic conditus est, cineres ei bene quiescant
- HLSE, hoc loco sepultus est
- OBC, ossa bene cubent
- QIP, quiescat in pace, "rust in vrede"
- RIP, requiescat in pace, "ruste in vrede"